# Гелена Крістенсен
Геле́на Крі́стенсен (дан. Helena Christensen; нар. 25 жовтня 1968 року, Копенгаген, Данія) — данська супермодель, підприємиця та фотографка.

## Біографія
У дитинстві мріяла стати музиканткою. У 1986 році, здобувши титул «Міс Данія» у 18 років, представляла Данію на конкурсі Міс Всесвіт. Після закінчення конкурсу переїхала до Парижа, а згодом — до Нью-Йорка.

## Кар'єра
Перші кроки в модельному бізнесі зробила у 9 років. 
Гелена Крістенсен брала участь у показах таких брендів, як «Alberta Ferretti», «Chanel», «Christian Lacroix», «CoverGirl», «DKNY», «Fendi», «Gianni Versace Couture», «Hennes», «Hermès», «Karl Lagerfeld», «Prada», «Revlon», «Соня Рікель», «Yves Saint Laurent», «Christian Dior», «Givenchy», «Nina Ricci», «Vivienne Westwood», «Alexander McQueen», «Jean Paul Gaultier», «Lanvin», «Balmain», «Yohji Yamamoto», «Armani», «Roberto Cavalli», «Gianfranco Ferrè», «Marc Jacobs», «Donna Karan», «Ralph Lauren», «Oscar de la Renta», «Michael Kors», «Calvin Klein» і «Valentino». 
З'являлася на обкладинках таких відомих журналів, як «Elle», «Cosmopolitan», «Marie Claire», «Vogue», «Maxim», «Harper's Bazaar» і «Allure». Також була однією з «ангелів» Victoria's Secret і з'являлася в каталогах компанії.
У 1991 році знялася в музичному кліпі Кріса Айзека «Wicked Game». Пізніше це відео було включено в список MTV «Sexiest Video of All-Time» і телеканалу VH1 «100 Greatest Videos».
Гелена Крістенсен володіє антикварним магазином на Мангеттені, Нью-Йорк. Також випускає лінію одягу «Christensen&Sigersen», спільно зі своїм давнім другом Ліфом Сігерсеном, яка продається в бутику в Нью-Йорку. Крістенсен також є фотографкою і її роботи з'являлися в «Marie Claire» і «ELLE».

## Особисте життя
На початку 1990-х протягом п'яти років жила з фронтменом австралійського гурту INXS Майклом Гатчинсоном.
Пізніше стосунки з Норманом Рідусом, від якого 13 жовтня 1999 року народила сина Мінгуса Люсьєна Рідуса. У 2003 році пара розійшлась. Пізніше вона назвала його «найкращим другом».
Має будинок у Монако, а також апартаменти в Копенгагені й на Мангеттені.